# Michail Semënovič Policejmako
Michail Semënovič Policejmako in russo Михаил Семёнович Полицеймако? (Mosca, 7 aprile 1976) è un attore russo.

## Filmografia parziale

### Cinema
- 72 metra (72 метра), regia di Vladimir Chotinenko (2004)